# Ambohimahasoa
Ambohimahasoa est une ville et chef-lieu de district malgache située dans la partie nord-est de la région Haute Matsiatra.